# Bizutage
Unter Bizutage [bizy'taʒ] versteht man in Frankreich und den frankophonen Ländern lokal unterschiedlich ausgestaltete Initiationsriten im Ober- und Hochschulmilieu, die bis in die Gegenwart häufig die Grenzen zu Misshandlung, Demütigung, sexuellen Übergriffen oder mitunter Schutzgelderpressung überschritten haben.

## Geschichte und Gegenwart
Die Tradition reicht bis ins 12. Jahrhundert zurück. Vor allem an Universitäten und Grandes écoles waren Bizutages gang und gäbe. Mehrere Organisationen setzen sich gegen die Bizutage ein. Das gilt vor allem, seit einige Opfer solcher Riten Suizid begangen hatten. Aufgrund der Missbräuche wurde die Bizutage, die seit den 1920er Jahren offiziell verboten war, 1998 auf Betreiben von Ministerin Ségolène Royal in das französische Strafgesetzbuch aufgenommen. Dieses definiert die Bizutage: „Soweit es sich nicht um Gewalttätigkeiten, Drohungen oder sexuelle Übergriffe handelt (hierfür gelten andere Vorschriften), wird derjenige, der einen anderen, mit oder ohne dessen Einwilligung, dazu veranlasst, sich bei Veranstaltungen oder Versammlungen in schulischen oder sozio-pädagogischen Kreisen erniedrigenden oder entwürdigenden Handlungen zu unterziehen oder diese zu begehen mit bis zu sechs Monaten Gefängnis oder bis zu 7500 Euro Geldstrafe bestraft“ (Livre II, titre II, Chapitre V, Section 3 bis, Article 225-16-1 f., bei Begehung gegen Personen, die aufgrund Alter, Krankheit, Behinderung, körperlicher oder seelischer Gebrechen oder Schwangerschaft besonders verletzbar sind, ist die Strafe Gefängnis bis zu einem Jahr oder bis zu 15.000 € Geldstrafe).
In einem Fall aus dem Jahr 2010 sprach das Gericht von Draguignan (Südfrankreich) gegen zwei vorstrafenfreie Anstifter einer Bizutage, bei der ein Betroffener schwere Verbrennungen erlitten hatte, eine Haftstrafe von sechs bzw. zwölf Monaten aus.
Dennoch werden als Bizutage weiterhin mehrere, lokal unterschiedliche Aufnahmezeremonien bezeichnet, die an Neulingen vorgenommen werden. Neuerdings nehmen sie oft eine eher humoristische Form an und haben vorgeblich zum Ziel, die Betroffenen davor zu bewahren, sich ihre neue Position zu Kopf steigen zu lassen. Tatsächlich versuchen Bizutages auch, einen „Korpsgeist“ unter den Mitgliedern einer bestimmten sozialen Stellung zu erzeugen.

## Andere Länder
Ähnliche Rituale sind in vielen anderen Ländern unter verschiedenen Bezeichnungen verbreitet, so etwa in den USA (hazing), den Niederlanden (ontgroening), Belgien (Baptême), Polen (fala), Portugal (praxe), Italien (nonnismo) und Brasilien (trote).